# Kozów (przystanek kolejowy)
Kozów – przystanek osobowy, a dawniej stacja kolejowa położony w Kozowie, w Polsce. Przystanek został uruchomiony 15 października 1884, wraz z otwarciem linii kolejowej Legnica – Złotoryja.

## Położenie

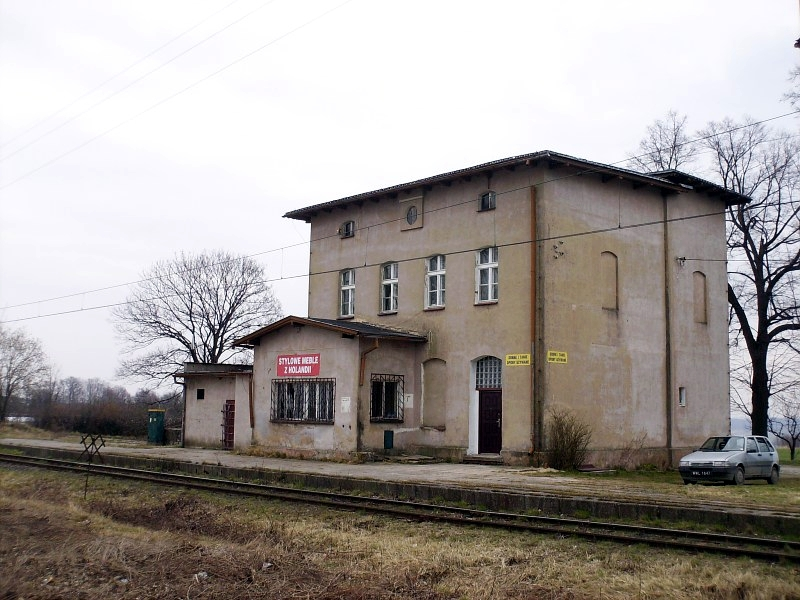
Budynek dworca na przystanku

Przystanek jest zlokalizowany na północ od Kozowie, poza jej zwartą linią zabudowy, przy drodze wojewódzkiej nr 364. Administracyjnie położony jest w województwie dolnośląskim, w powiecie złotoryjskim, w gminie Złotoryja.
Przystanek znajduje się na wysokości 204 m n.p.m.

## Linie kolejowe
Dawna stacja jest 4. posterunkiem ruchu na linii kolejowej nr 284 Legnica - Jerzmanice-Zdrój (d. Legnica - granica państwa), na której prowadzony jest ruch towarowy. Przystanek jest położony na 16,106 km.
Układ torowy przystanku to tor główny zasadniczy. Do lat 90. XX w. stacja stanowiła mijankę, posiadając zelektryfikowany tor główny dodatkowy.

## Infrastruktura
Na przystanku znajdują się:
- budynek dworca kolejowego z magazynem i nastawnią,
- 2 perony,
- plac ładunkowy.

## Połączenia
| Okres   | Stacja docelowa                                                      | Liczba połączeń | Źródło |
| ------- | -------------------------------------------------------------------- | --------------- | ------ |
| 1946/47 | Legnica Złotoryja                                                    | 2               | [ 7 ]  |
| 1970/71 | Legnica Marciszów Lwówek Śląski Chojnów Jelenia Góra Świeradów Zdrój | 10 6 2 1        | [ 8 ]  |
| 1990/92 | Legnica Marciszów Jelenia Góra                                       | 10 6 4          | [ 9 ]  |
| 2008/09 | Jerzmanice-Zdrój Wrocław Główny                                      | 3               | [ 10 ] |